# ستريت فايتر 5

اختيار الشخصيات في اللعبة

ستريت فايتر 5 (بالإنجليزية: Street Fighter V)‏ هي لعبة قتال صدرت في عام 2016، وهي متوفرة على أجهزة ويندوز وبلاي ستيشن 4. اللعبة من تطوير ونشر كابكوم. هي اللعبة الرئيسية الخامسة في سلسلة ستريت فايتر. سوف تحتوي اللعبة على ميزة اللعب عبر المنصات حيث سيتاح للاعبي بلاي ستيشن 4 وويندوز باللعب ضد بعضهم. كما أنها هي اللعبة الأولى في السلسلة التي يتم تعريبها حيث أعلنت كابكوم أن جميع النصوص في اللعبة ستكون معربة،  بالإضافة إلى أنها ستضم للمرة الأولى مقاتل عربي باسم رشيد.

## الشخصيات
الشخصيات التي تم تأكيد وجودها في اللعبة :
- ريو
- ام. بايسون
- كين
- رشيد
- فيغا

## وصلات خارجية
- ستريت فايتر 5 على موقع IMDb (الإنجليزية)

- الموقع الرسمي
- ظهور المقاتل العربي راشد في عرض ستريت فايتر V